# Schoenus humilis
Schoenus humilis är en halvgräsart som beskrevs av George Bentham. Schoenus humilis ingår i släktet axagssläktet, och familjen halvgräs. Inga underarter finns listade i Catalogue of Life.